# Pfaffroda

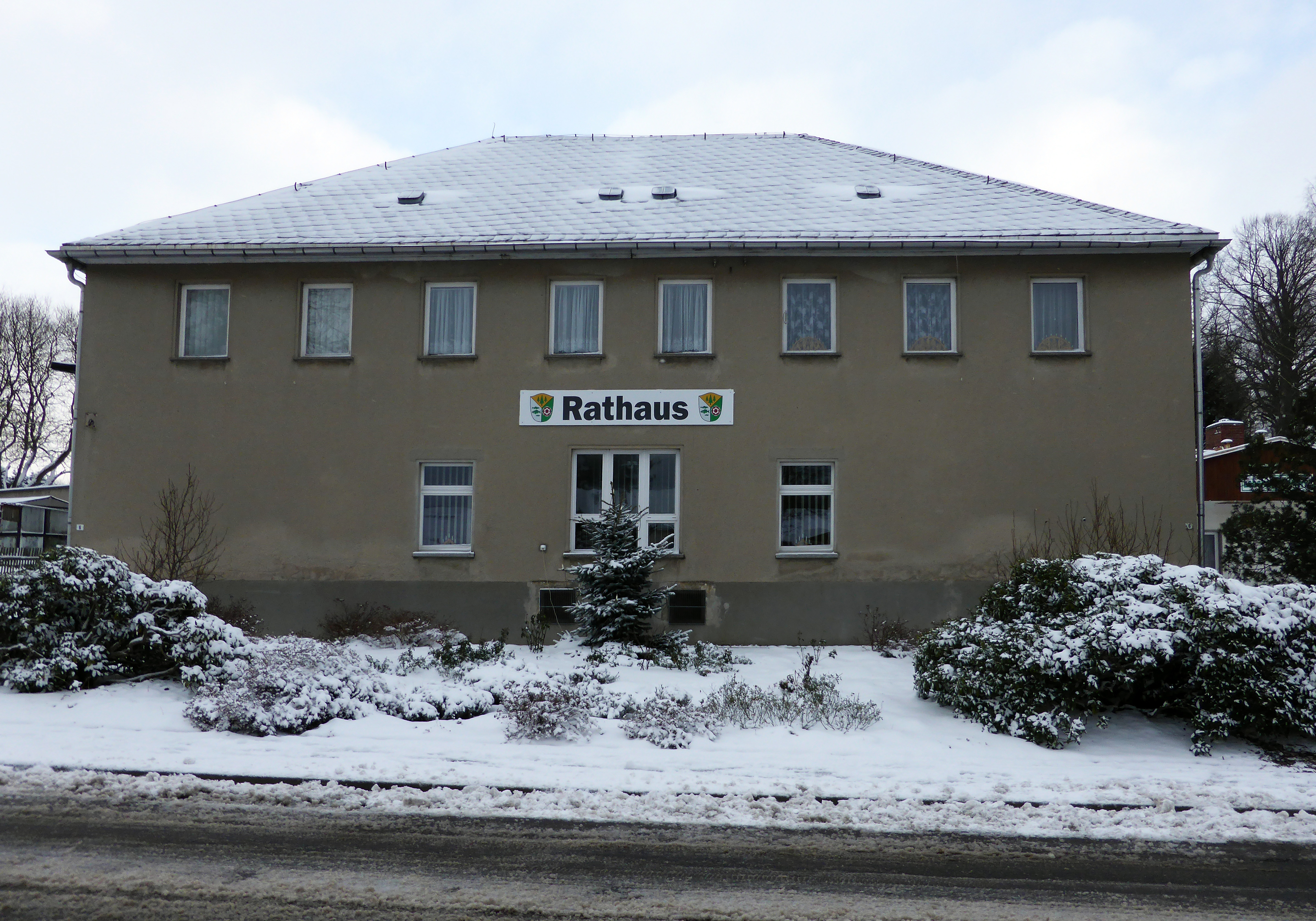
Rathaus Pfaffroda

Pfaffroda ist ein Ortsteil der Stadt Olbernhau im Erzgebirgskreis in Sachsen. Er bildet zusammen mit Schönfeld die Ortschaft Pfaffroda/Schönfeld.

## Gemeindegliederung
Neben Pfaffroda gehörten zum Zeitpunkt der Eingemeindung nach Olbernhau die folgenden Ortsteile zur Gemeinde:
| - Dittmannsdorf - Dörnthal - Hallbach | - Haselbach - Hutha - Schönfeld |

## Geschichte
Anfang des 13. Jahrhunderts legten Pfaffen des Klosters Ossegg das Dorf Pfaffroda an. 1445 wurden Pfaffroda und Schönfeld erstmals als Besitz der Herrschaft von Schönberg auf Purschenstein urkundlich erwähnt. Papst Sixtus IV. stellte den Einwohnern für den Bau einer Kirche eigens einen Ablassbrief aus. Mit der Reformation 1539 wurde Pfaffroda selbstständige Parochie. Berghauptmann Caspar von Schönberg ließ 1575 bis 1578 das Schloss als Teil einer Reihe von Schutzbauten gegen Überfälle aus Böhmen errichten. Doch bereits ab 1651 erhielten böhmische Exulanten Siedlungsland. Es entstanden die Orte Ober-, Nieder- und Kleinneuschönberg, Eisenzeche und Hutha. Im Jahr 1715 erhielt die St.-Georg-Kirche eine Orgel aus der Werkstatt von Gottfried Silbermann.
Beim Durchzug der napoleonischen Truppen im August 1813 übernachtete Joachim Murat auf dem Schloss Pfaffroda. Der Ort erhielt 1854 eine Gemeindeschule, 1883 gründete sich die Freiwillige Feuerwehr. 1912 wurde Pfaffroda an die zentrale Elektrizitätsversorgung angeschlossen. Der übliche Friedhof um die Kirche musste Anfang des 19. Jahrhunderts geschlossen werden, dafür ließ die Gemeinde bis 1919 eine kommunale Begräbnisstätte mit Friedhofskapelle anlagen. 1938 nahmen die Pfaffrodaer die erste elektrische Straßenbeleuchtung in Betrieb.
Am 1. Januar 2017 wurde die Gemeinde Pfaffroda in die Stadt Olbernhau eingemeindet.

### Einwohnerentwicklung
Folgende Einwohnerzahlen beziehen sich auf den 31. Dezember des voranstehenden Jahres mit Gebietsstand Januar 2007 (bezogen auf die ehemalige Gemeinde Pfaffroda):
| 1982 bis 1988 - 1982 – 3.699 - 1983 – 3.630 - 1984 – 3.633 - 1985 – 3.600 - 1986 – 3.588 - 1987 – 3.543 - 1988 – 3.513 | 1989 bis 1995 - 1989 – 3.437 - 1990 – 3.397 - 1991 – 3.326 - 1992 – 3.263 - 1993 – 3.285 - 1994 – 3.286 - 1995 – 3.306 | 1996 bis 2002 - 1996 – 3.330 - 1997 – 3.301 - 1998 – 3.312 - 1999 – 3.326 - 2000 – 3.308 - 2001 – 3.325 - 2002 – 3.293 | 2003 bis 2012 - 2003 – 3.240 - 2004 – 3.169 - 2005 – 3.056 - 2006 – 3.018 - 2007 – 2.960 - 2009 – 2.862 - 2012 – 2.648 | ab 2013 - 2013 – 2.572 - 2015 – 2.471 |

 Quelle: Statistisches Landesamt des Freistaates Sachsen

### Eingemeindungen
Schönfeld wurde am 1. Juli 1950 in die Gemeinde Pfaffroda bei Sayda eingegliedert. Nach der Wende, am 1. Januar 1994 folgte Dittmannsdorf bei Sayda. Dörnthal und Hallbach sind seit dem 1. Januar 1999 Ortsteile von Pfaffroda.

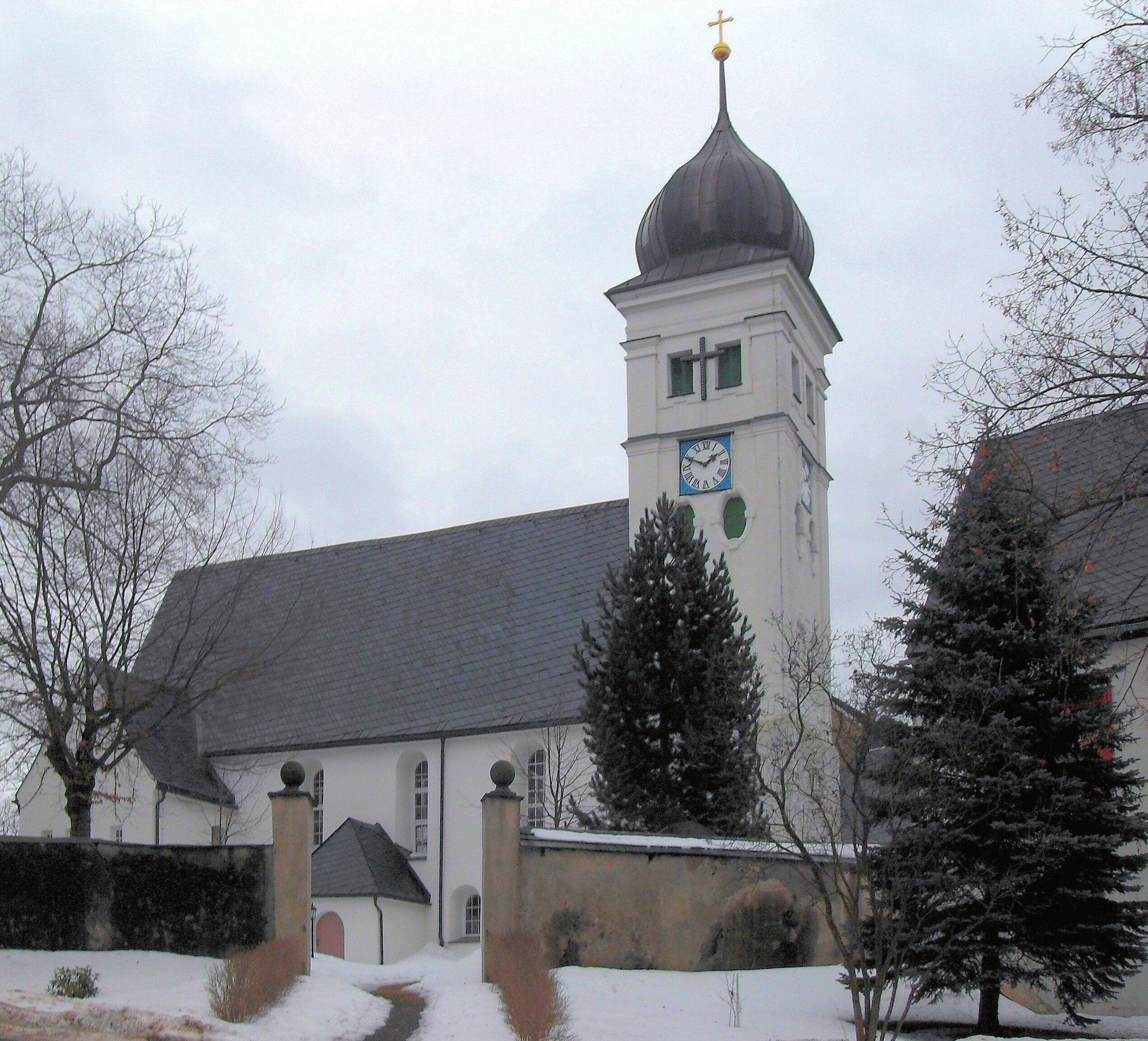
Kirche St. Georg in Pfaffroda

## Kultur und Sehenswürdigkeiten

### Bauwerke

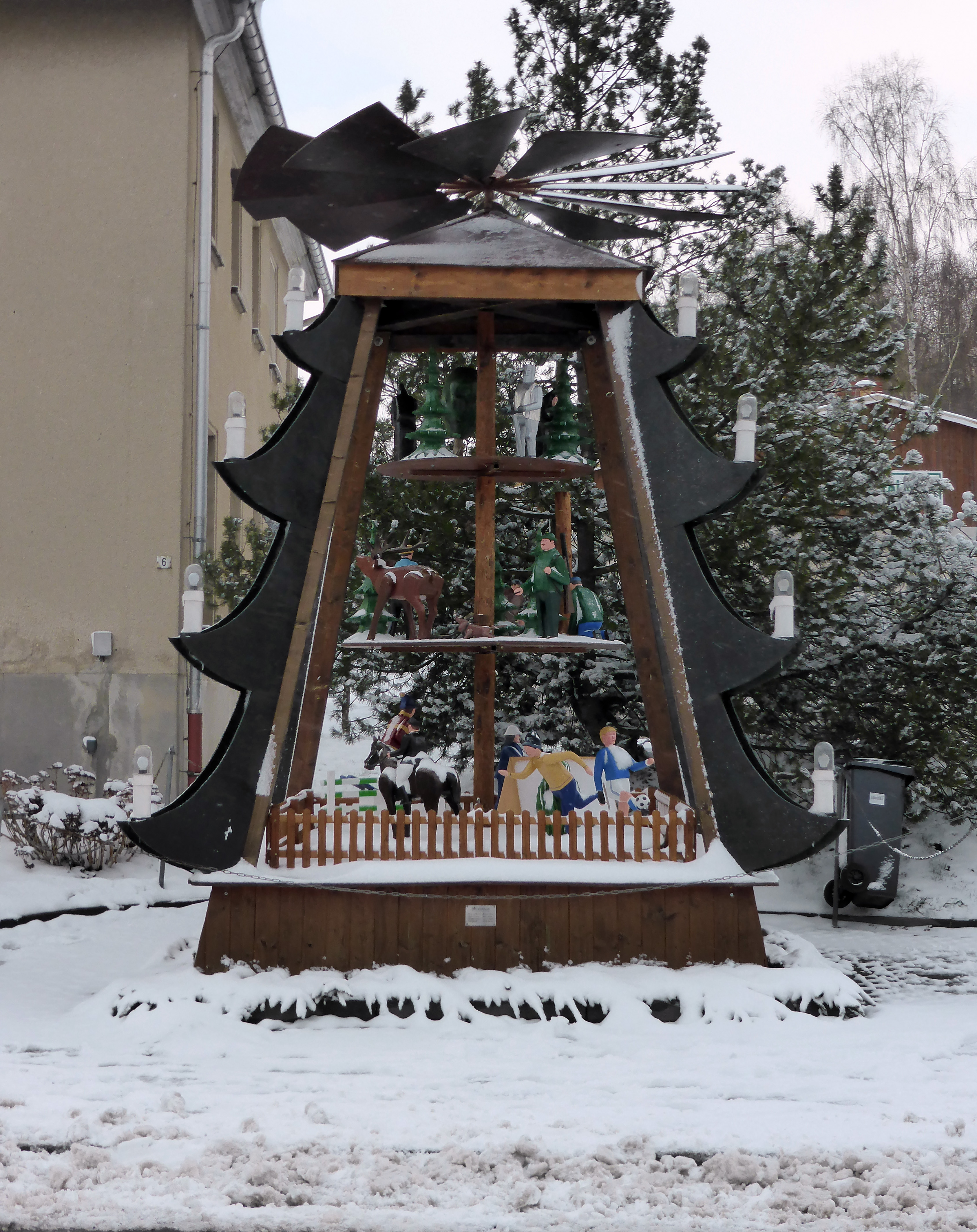
Ortspyramide Pfaffroda

Das Schloss Pfaffroda ist erhalten und wieder Privatbesitz der Schönbergs.

### Naturdenkmäler

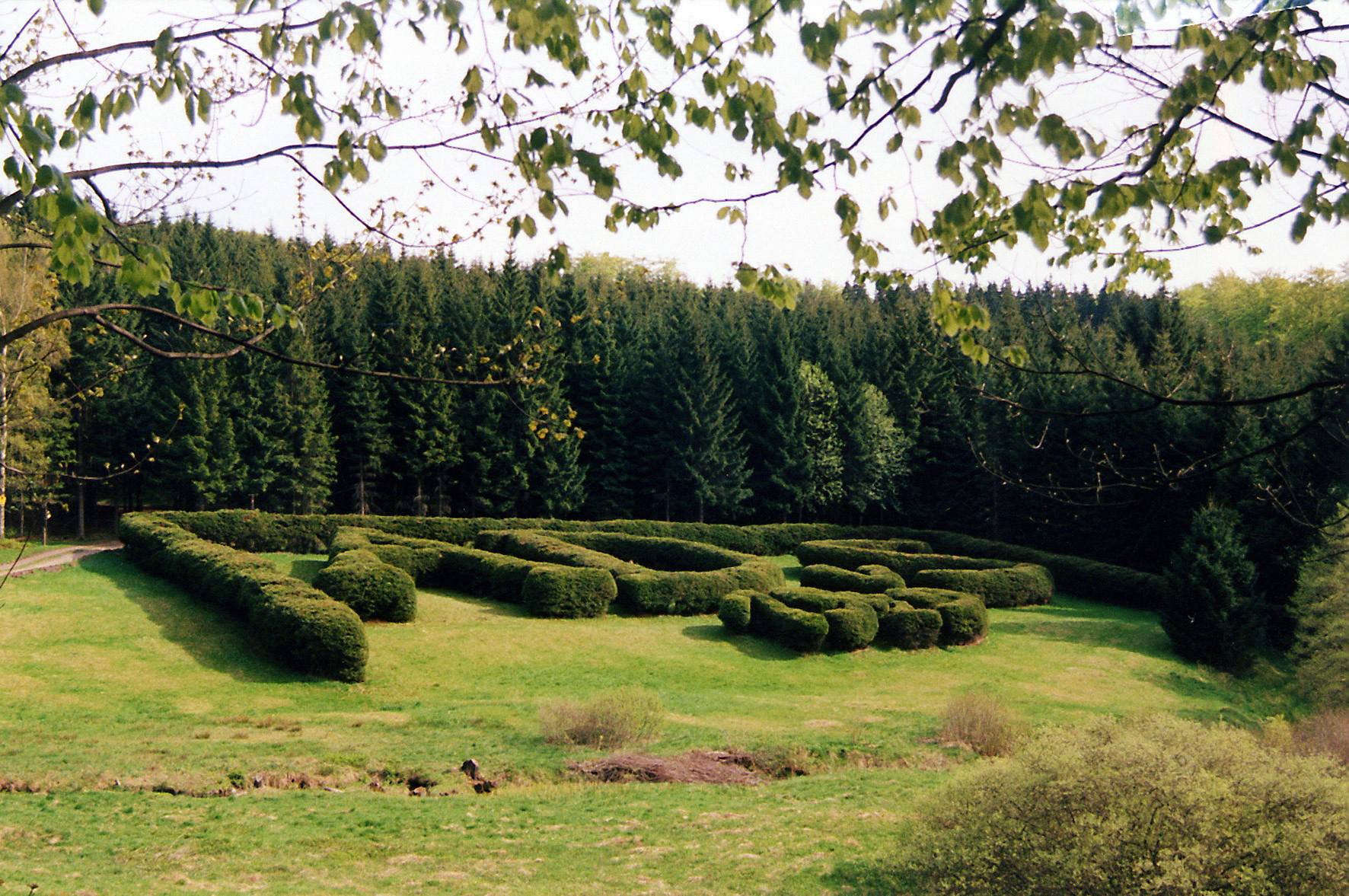
Ornamentpflanzung „ADvS 1929“ (um 1985)

Im Bärenbachtal befinden sich die 1929 angelegte Ornamentpflanzung „ADvS 1929“ (Alfons Diener von Schönberg; 50° 40′ 14″ N, 13° 21′ 59,7″ O) und das Naturschutzgebiet Bärenbach.
1771/1773 lässt der damalige Schlossherr auf Pfaffroda Curt Adolf Dietrich von Schönherr Lindenalleen als „Notstandsarbeiten“ errichten. Der Großteil der Bäume hat die Zeit überdauert – ein grandioses Naturdenkmal. Start am Schlossteich.

## Verkehr
Am südlichen Ortsrand verläuft die Bundesstraße 171 Olbernhau–Sayda (Dresdner Straße).
Der nächstgelegene Bahnhof ist in Olbernhau an der Bahnstrecke Chemnitz–Olbernhau-Grünthal.

## Persönlichkeiten

### Mit Pfaffroda verbunden
- Hans Löscher (1881–1946), Reformpädagoge und Schriftsteller, wuchs in Pfaffroda auf.

### Söhne und Töchter des Ortes
- Curt Adolph Dietrich von Schönberg (1749–1799), Erb-, Lehn- und Gerichtsherr von Pfaffroda
- Heinrich Moritz Chalybäus (1796–1862), Philosoph
- Moritz Brand (1844–1927), sächsischer Landesscharfrichter
- Alfons Diener von Schönberg (1879–1936), Familien- und Heimatforscher